# Spectros
Spectros è una serie televisiva di thriller soprannaturale brasiliana presentata in anteprima su Netflix nel 2020. La serie di otto episodi è gestita dallo sceneggiatore e regista Douglas Petrie e prodotta da Moonshot Pictures.
Secondo Doug Petrie, la serie è un mix di folklore e storia brasiliana, con elementi di racconti di fantasmi giapponesi, rappresentati dalle colorate strade del distretto di Liberdade, sede della più grande comunità giapponese al di fuori del Giappone nel mondo.

## Trama
Situato nel quartiere Liberdade, a San Paolo. Spectros racconterà la storia di un gruppo di cinque adolescenti attratti accidentalmente da una realtà soprannaturale che non riescono a comprendere e che si connette allo stesso luogo della città nel 1908. Di fronte a eventi sempre più bizzarri e cupi, il gruppo arriva a una conclusione inevitabile: qualcuno sta riportando la morte e gli spiriti vogliono vendetta per gli errori commessi in passato.